# Lucky Luke (film fra 1991)
 For alternative betydninger, se Lucky Luke (flertydig). (Se også artikler, som begynder med Lucky Luke)
Lucky Luke er er en westernkomedie fra 1991 med Terence Hill som både instruktør og i titelrollen. Filmen er den første spillefilm baseret på Morris' tegneserie Lucky Luke. Der var tidligere lavet tegnefilm bygget over serien, første gang i 1971 med Lucky Luke i Daisy Town, hvis historie i store træk er genbrugt i spillefilmen, idet der dog også er hentet elementer fra tegneseriealbummet Det 20. kavaleri (Le vingtième de cavalerie) fra 1964. Stilen minder dog mere om Terence Hill-film som Mit navn er Nobody (Il mio nome è Nessuno) fra 1973 end om de klassiske Lucky Luke-historier.
Introsangen er Lucky Luke Rides Again af Roger Miller, mens slutsangen er The Lonesomest Cowboy in the West af Arlo Guthrie. De blev også brugt i tv-serien Lucky Luke, der blev udsendt i 8 afsnit i 1992 som forlængelse af filmen.

## Handling
En flok nybyggere er på vej gennem ørkenen på jagt efter egnet land. Da de finder en tusindfryd, ser de den som et tegn og beslutter sig for at anlægge byen Daisy Town der. Byen bliver dog hurtigt plaget af banditter, men da helten Lucky Luke kommer til byen og bliver valgt til sherif, får han sat en stopper for dem. Men freden varer ikke længe, for snart efter kommer de berygtede Dalton-brødre til byen, og dem vil indbyggerne ikke stå åbent op imod. Tingene tager yderligere en drejning, da de fire brødre får sat gang i en indianerkrig. Lucky Luke formår dog at vende alt til det bedste, før han til slut rider væk mod aftensolen.

## Medvirkende
- Terence Hill - Lucky Luke
- Nancy Morgan - Lotta Legs
- Fritz Sperberg - Averell Dalton
- Dominic Barto - William Dalton
- Bo Gray - Jack Dalton
- Ron Carey - Joe Dalton
- Arsenio Trinidad - Ming La Pu
- Neil Summers - Hjælpesherif Virgil
- Mark Hardwick - Hank
- Buff Douthitt - Borgmester

Det var desuden tanken, at Terence Hills adoptivsøn Ross Hill skulle spille Billy the Kid, men han døde ved en bilulykke kun 16 år gammel i 1990, kort før optagelserne skulle begynde.

## Anmeldelser
Det tyske opslagsværk Lexikon des Internationalen Films bemærkede skuffet: "Terence Hills stemningsfulde nostalgiske iscenesættelse udnytter kendte spaghettiwestern-klicheer mere end rigeligt og når aldrig forlæggets parodiske tone. Lucky Luke, den "Lonesome Cowboy", har dårligt nok noget af den let arrogante fornemhed fra tegneserieudgaven, men til gengæld så meget mere af Hills typiske kendte barnlige charme."